# آنا أنغيلوفا
آنا أنغيلوفا هي مبارزة بالسيف بلغارية، ولدت في 9 يناير 1971 في بلوفديف في بلغاريا.

## وصلات خارجية
- آنا أنغيلوفا على موقع الاتحاد الدولي للمبارزة (الإنجليزية)
- آنا أنغيلوفا على موقع أوليمبيديا (الإنجليزية)